# Oskar Fleischer

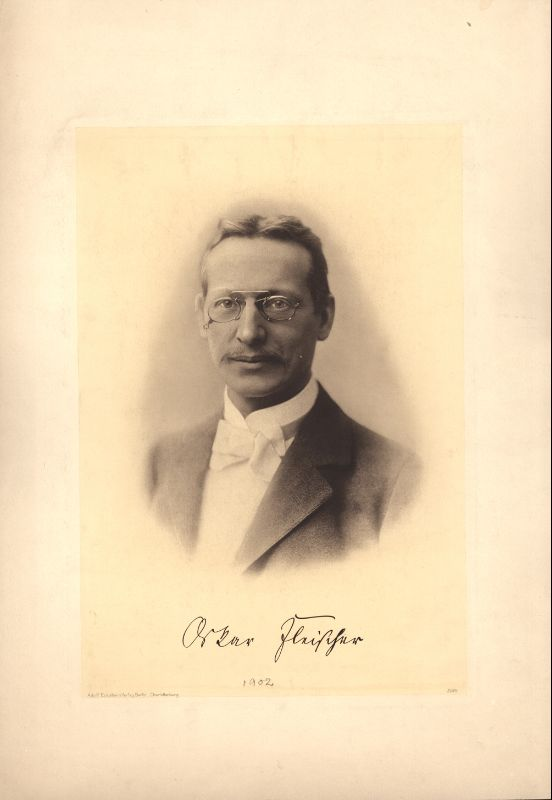

Oskar Fleischer, född den 2 november 1856 i Zörbig, död den 8 februari 1933 i Berlin, var en tysk musikhistoriker.
Fleischer blev 1883 filosofie doktor, studerade musikvetenskap för Philipp Spitta, fick 1888, efter vidsträckta studieresor, i uppdrag att ordna och förestå det kungliga musikhistoriska museet i Berlin och blev 1895 extra ordinarie professor i musikvetenskap vid Berlins universitet. Han blev emeritus 1925.
Fleischer stiftade 1899 Internationale Musikgesellschaft samt redigerade till 1904 dess månadsskrift och kvartalssamlingsband. Han författade bland annat Neumenstudien (3 band, 1895-1904) med viktiga utredningar angående den äldre medeltidens notskrift, och biografin Mozart (1900).